# Chris Vince
Christopher John Vince est un homme politique britannique du parti travailliste coopératif qui est député de Harlow depuis 2024. Il est auparavant le chef du groupe travailliste de Harlow de 2021 à 2024.

## Biographie
Vince est élu en 2018 conseiller du district de Harlow pour Little Pardon et Hare Street. Il occupe plusieurs postes, notamment celui de chef du parti travailliste de Harlow jusqu'en mai 2024.
Il se présente à Chelmsford en 2015 et 2017,. Il se présente également à Hertford et Stortford en 2019.